# Frančiškanska knjižnica, Ljubljana
Frančiškanska knjižnica in muzej v Ljubljani je del frančiščanskega samostana poleg cerkve Marijinega oznanjenja v središču mesta. Knjižnica služi potrebam samostana, po temeljiti prenovi, ki se je zaključila v novembru 2023, pa je odprta tudi za javnost. Po ljubljanskem potresu leta 1895 je bila prenovljena in zgrajena s podporo močne železne konstrukcije. 

## Zgodovina
V cerkev sv. Filipa na sedanjem Vodnikovem trgu so se bratje svetega Frančiška Asiškega,  konventuali, naselili leta 1233, na povabilo oglejskega patriarha Bertolda V. V listini iz leta 1242 piše, da je bil tukaj tudi samostan. Leta 1382 je samostan do tal pogorel, a so ga obnovili med letoma 1403 in 1412. Leta 1596 so omenjeni samostan zapustili in se med letoma 1596 in 1609 ponovno vrnili v Ljubljano, vendar so veliko knjig začasno preselili v samostan v Gradcu (glej wk.de).
Leta 1784 je bil z jožefinskimi dekreti ukinjen samostan bosonogih avguštincev in bil dodeljen frančiškovim bratom. Na novo lokacijo na današnjem Prešernovem trgu so prenesli tudi vse knjige. Ne glede na to, da je knjižnica v Ljubljani obstajala že od leta 1235, se za ustanovitelja današnje šteje Žiga Škerpin, ki je zanjo pridobil tudi večino starejšega fonda. Gradnja in urejanje (poslikava) prostorov knjižnice je potekala med letoma 1733 in 1735, denar pa so prispevali dobrotniki, tudi Auerspergi. Škerpin je mnogo knjig prinesel iz svojih številnih vizitacij in potovanj, nekaj pa jih tudi kupil.

## Knjižnica
Dela v knjižnici so razvrščena v 14 strokovnih skupin, te pa v podskupine: 
- 1a. Sveto pismo, njegova razlaga, konkordance,
- 1b. Hermenevtika, uvod v sveto pismo, biblično starinoslovje,
- 2. dela cerkvenih očetov, učenikov in drugih, zlasti bogoslovnih pisateljev. Patrologija,
- 3a. Dogmatika,
- 3b. Moralika,
- 3c. Knjige o spovedi,
- 4. Pridige, kateheze,
- 5. Apologetika,
- 6a. Ascetične knjige,
- 6b. Premišljevanje in molitveniki,
- 7a. Življenje Jezusa Kristusa in Blažene Device Marije,
- 7b. Biografije sploh,
- 8a. Cerkveni zbori, sinode, cerkvene določbe,
- 8b. Kanonično in civilno pravo,
- 8c. Liturgične knjige,
- 9a. Cerkvena zgodovina, cerkveni (zbori), redovi, misijoni,
- 9b. Svetovna zgodovina in pomožne znanosti, zgodovine sploh: geografija, statistika, kronologija, arheologija, heraldika, sfragistika,
- 10a. Filozofija: logika, psihologija, sociologija, pedagogika,
- 10b. Fizika in kemija, geologija, rudninoslovje, zoologija, fiziologija, živinoreja, ...,
- 10c. Tehnika: matematika, astronomija, navtika,
- 11a. Poezija in retorika,
- 11b. Slikarstvo, kiparstvo, stavbarstvo,
- 11c. Besednjaki in slovnice,
- 11d. Beletristika,
- 12. Medicina,
- 13. Vodilo, konstitucije in druge določbe za I., II., III. Red sv. Frančiška,
- 14. Beletristika, politične in druge knjige razne vsebine.

Po oceni je v knjižnici 70.000 enot gradiva, med njimi tudi 5 srednjeveških rokopisov ter 111 inkunabul. Škerpinove knjige prihajajo iz 126 evropskih mest in pokrajin.
Zbirka je pretežno teološka, saj je teoloških, redovnih in drugih nabožnih vsebin (liturgika, pridigarska literatura, kateheze, cerkveno pravo, življenjepisi
svetnikov, beatifikacije, kanonizacije) približno 75 %. Zelo raznolika so dela iz začetka 18. stoletja. Tu so zgodovinska, domoznanska ter enciklopedična dela, kar sovpada z zanimanjem za omenjena področja v obdobju med iztekom protireformacije in razsvetljenstvom.
Največ knjig je bilo natisnjenih v Benetkah (587), Rimu (163), Augsburgu (107), Lyonu (80), Dunaju (55), Bologni (30), Milanu (31), Parizu (27) in Gradcu (23). Med letoma 1700 in 17557 je bilo natisnjenih 51 knjig. 605 knjig je bilo natisnjenih v 17. stoletju, 243 cinquecent (16. stoletje), 9 inkunabul (15. stoletje) ter 60 knjig z neugotovljeno letnico natisa. Knjige so natisnjene v arabskem, flamskem, francoskem, grškem, hebrejskem, italijanskem, kaldejskem, latinskem (ta prevladuje), nemškem in španskem jeziku.

## Žiga Škerpin
Žiga Škerpin je bil teolog in filozofski pisec. Rojen je bil leta 1689 v Kamniku. Leta 1703 je vstopil v frančiškanski red v Nazarjah ter nadaljeval študij na različnih fančiškanskih šolah. Leta 1712 je postal lektor za filozofijo in telogijo, od leta 1730 dalje pa je bil tudi cesarski tajniški svetnik. V letih 1732–1735 in 1745–1748 je bil provincial, vmes in pozneje pa redovni vizitator za Ogrsko, Bavarsko, Avstrijo, Benečijo in Rim ter tri leta tudi generalni definitor in prokurator reda.
Škerpin je bil pisec štirih del (v rokopisu): Commentaria in Aristotelis Stagyritae octo libros Physicorum (2 knjigi: 1714 in 1718), Tractatus in 4 libros Sententiarum (Petri Lombardi) (1718?), Tractatus de Anima ter Itinerarum Hispanicum (1740).